# The Boy Who Turned Yellow
The Boy Who Turned Yellow is een Britse familiefilm uit 1972 onder regie van Michael Powell.

## Verhaal
De klas van John gaat op schoolreis naar de Londense Tower. John raakt er zijn tamme muis kwijt. Terug op school kan hij zijn hoofd niet bij de les houden en hij wordt daarom door zijn lerares naar huis gestuurd. In de metro worden alle passagiers door een plotse flits ineens geel. Vervolgens krijgt hij bezoek van Nick. Samen met hem keert hij terug naar de Tower om zijn muis te redden.

## Rolverdeling
| Acteur            | Personage         |
| ----------------- | ----------------- |
| Mark Dightam      | John              |
| Robert Eddison    | Nick              |
| Helen Weir        | Mevrouw Saunders  |
| Brian Worth       | Mijnheer Saunders |
| Esmond Knight     | Dokter            |
| Laurence Carter   | Lerares           |
| Patrick McAlinney | Hellebaardier     |
| Lem Dobbs         | Munro             |